# Trenitalia

Логотип Trenitalia

Trenitalia  — основной железнодорожный оператор Италии. Является дочерней компанией Ferrovie dello Stato Italiane. Основана в 2000 году в соответствии с директивой ЕС о дерегуляции железнодорожного транспорта. 
Trenitalia предоставляет железнодорожный транспорт для перевозок пассажиров по Италии, в Австрию, Францию, Германию, Швейцарию. Компания эксплуатирует и региональные поезда и поезда дальнего следования.
Поезда дальнего следования делятся на Le Frecce (стрелы) и Интерсити. С декабря 2018 запущены скоростные поезда, которые соединяют Венецию с аэропортом в Риме и вокзалом Милана.
Компании принадлежит оператор перевозок Thello, выполняющий международные рейсы между Францией и Италией.